# Rolls-Royce Spectre
Rolls-Royce Spectre — повнорозмірний електромобіль класу люкс, що планується до випуску в 4-му кварталі 2023 року компанією Rolls-Royce Motor Cars.

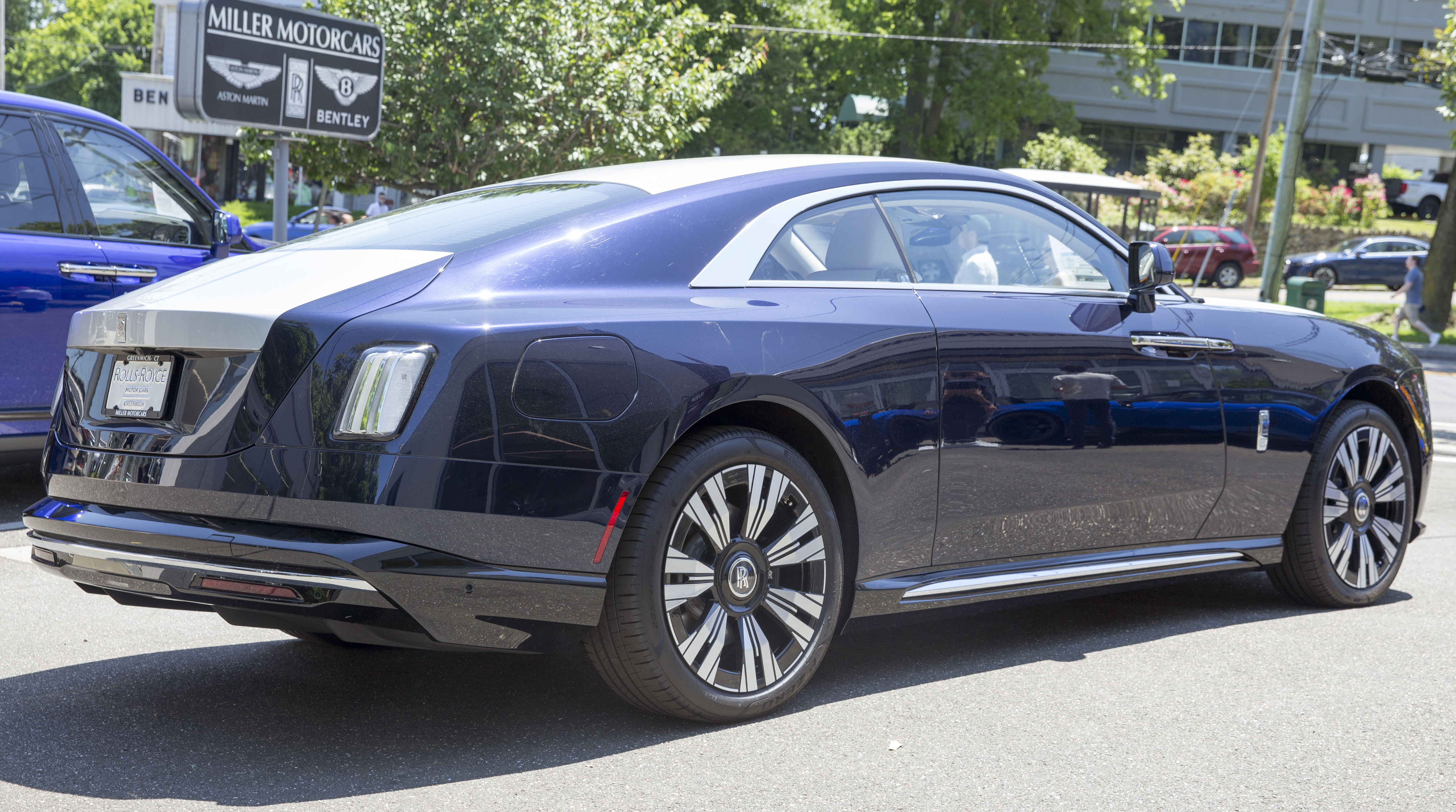

Rolls-Royce Spectre збудовано на платформі Architecture of Luxury і має запас ходу 420 км (EPA) або 517 км (WLTP). Його коефіцієнт лобового опору становить 0,25, що робить його найбільш аеродинамічною формою Rolls-Royce, яку коли-небудь створювали. Акумуляторна батарея вагою 700 кг.

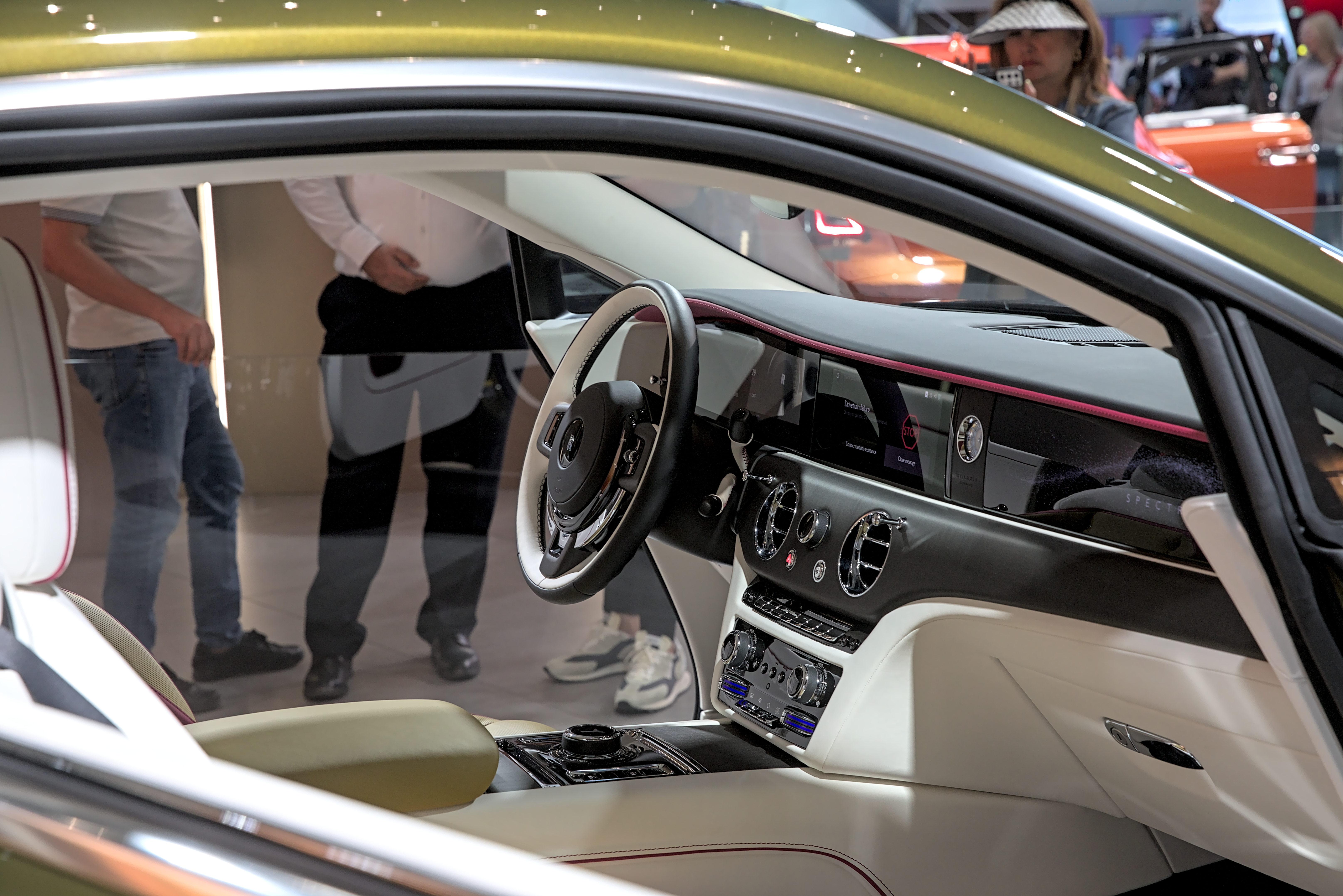

Дизайн Spectre має схожу форму кузова з купе Wraith, на заміну якому він прийде. Також їх ріднить наявність дверей заднього типу.

## Характеристики
- два електродвигуни BMW eDrive 585 к. с. 900 Н·м батарея 102 кВт·год, 488–520 км по циклу WLTP